# Second Sight (videogioco)
Second Sight è un videogioco sviluppato da Free Radical Design e pubblicato nel 2004 da Codemasters per GameCube, PlayStation 2, Xbox e Microsoft Windows.
Il gioco è stato paragonato a Psi-Ops: The Mindgate Conspiracy. A causa dello scarso successo del titolo, Second Sight non ha ricevuto un seguito.

## Accoglienza
La rivista Play Generation diede alla versione per PlayStation 2 un punteggio di 81/100, trovando la sua sfortuna nell'essere uscito in contemporanea con Psi-Ops: The Mindgate Conspiracy e per questo motivo fu preso poco in considerazione dal pubblico.